# 木夏リオ
木夏 リオ（きなつ リオ、1974年12月16日 - ）は、東京都出身の日本のラジオパーソナリティ、タレント。2001年より吉本興業所属。

## 来歴
小学校時代（3年生から5年生まで）と高校・大学時代をアメリカ・ボストンで過ごす。ボストン大学卒業。その後はニューヨークでオフィスワークに就くが、2001年に日本でテレビ番組やラジオ番組の仕事を開始する。
芸能活動のほかにFLORETTAの石田桂に師事し、フラワーデザインも手掛けている。

## 人物
趣味は旅行、中国語、ジャズダンス、剣舞、映画・音楽鑑賞、格闘技観戦。特技は英語、フランス語、フィギュアスケート。

## 出演

### ラジオ番組
- Cool Transistor Radio（2002年 - 、SHIBUYA-FM） - パーソナリティ
- BATTLE NIGHT RYO「キックorチョップ」（2003年 - 、bayfm） - アシスタント
- よんぱち 48hours 〜WEEKEND MEISTER〜（2004年 - 2009年、TOKYO FM）

### テレビ番組
- シネマ・コンシェルジュ（スター・チャンネル） - MC
- MUSIC HEADLINE（WOWOW） - MC
- 雨スポSTYLE（2004年 - 2005年、読売テレビ）
- 雨スポ（2005年 - 2006年、読売テレビ）
- 幼獣マメシバ（2009年）

### ネット配信番組
- 音楽番組を板尾創路（2007年 - 2008年、GyaO）

### 映画
- YOSHIMOTO DIRECTOR'S 100 〜100人が映画撮りました〜
- シルバーストレッチ2039（2007年、監督：藤井隆） - 翻訳・ナレーション担当[7]
- Honeystar（2007年、監督：チャド・マレーン） - 出演[7]
- I LOVE MARILYN（2007年、監督：庄司智春） - 声の出演[7]
- PURGATORIAL DOORS（2008年、監督：Takeshi Jac Kosaka） - 出演[8]

### イベント
- KDDI バレンタイン∞キャンペーン（2007年）[9]
- 第3回沖縄国際映画祭　閉幕式 MC（2011年）[10]
- 映画「グリーン・ホーネット」ジャパン・プレミア・イベント（2011年）[11]
- 有楽町ラフピーススクエア オープニングセレモニー MC（2011年）[12]
- 清水尚写真展「All we need is Love」トークショー 司会（2015年）[13]

### 舞台
- 吉本新喜劇（2005年 - ）[2]